# Olaf Bach
Olaf Bach, geboren als Othello Bockermann (* 7. April 1892 in Hamburg; † 1. November 1963), war ein deutscher Schauspieler bei Bühne und Film.

## Leben und Wirken
Der Sohn eines Kunstmalers sollte eigentlich Architekt werden, entschied sich jedoch schließlich für eine Bühnenlaufbahn und bildete sich in seiner Vaterstadt Hamburg bei Arthur Wehrlin für das Theater aus. Seinen Bühneneinstand gab Olaf Bach 1910 am Stadttheater der Hansestadt. Weitere Bühnenstationen waren Ludwigsburg, Ulm, Stuttgart, Mannheim, Kattowitz, Breslau und Halle, bis er schließlich Berlin erreichte. Gastspiele führten ihn in dieser Zeit in mehrere europäische Hauptstädte. Zu Bachs Theaterpartnern zählten gefeierte Bühnengrößen wie Albert Bassermann, Alexander Moissi und Maria Orska. Nach dem Zweiten Weltkrieg setzte Bach 1946 seine Theaterarbeit am Schloßtheater in Berlin-Steglitz fort. Sein letztes Engagement dort ist in der Spielzeit 1951/52 als gastierender Künstler nachzuweisen. Zu Bachs großen Charakterrollen zählen der Tellheim, der Mortimer, der Wilhelm Tell, der Jedermann, der Egmont, der Karl Moor, der Orest und der Marquis Posa.
In seiner Berliner Zeit begann auch der Film Rollen für den Künstler bereitzuhalten: 1921/22 wirkte Olaf Bach in einer Handvoll Stummfilmen minderer Bedeutung mit, seit 1932 war der Wahl-Berliner rund ein Jahrzehnt lang eine häufig besetzte Charge im Tonfilm. Dort verkörperte er mal einen Einbrecher, einen Boxer, einen Müller und einen Bauern, mal einen Hoteldiener, einen Polen, einen Steuermann und schließlich sogar einen brasilianischen Polizeichef. In Richard Eichbergs indischem Liebesdrama Das indische Grabmal gab er 1937 den Maharadscha eines Bergvolkes, in der Wilhelm-Tell-Verfilmung von 1934 verkörperte er den Schweizer Patrioten Arnold von Melchthal. Nach Kriegsende 1945 kehrte Olaf Bach nie mehr wieder vor eine Filmkamera zurück.

## Filmografie
- 1921: Die Hafenlore (2 Teile)
- 1921: Die Brillantenmieze (2 Teile)
- 1921/22: Frauenbeichte (3 Teile)
- 1922: Die Erlebnisse einer Kammerzofe
- 1922: Marie Antoinette
- 1932: Ganovenehre
- 1933: Wenn am Sonntagabend die Dorfmusik spielt
- 1934: Das verlorene Tal
- 1934: Krach um Jolanthe
- 1936: Stjenka Rasin
- 1937: Das große Abenteuer
- 1937: Das indische Grabmal
- 1938: Der unmögliche Herr Pitt
- 1938: Diskretion – Ehrensache
- 1938: Schatten über St. Pauli
- 1938: Frauen für Golden Hill
- 1939: Stern von Rio
- 1940: Die verzauberte Prinzessin
- 1941: Der Weg ins Freie
- 1943: Damals